# Luigi Tarisio
Luigi Tarisio (* um 1790 in Fontaneto d’Agogna (bei Mailand); † Oktober 1854 in Mailand)  war ein italienischer Kenner und Händler von historischen Streichinstrumenten. In der Literatur wurde er oft als der „Violinenjäger“ beschrieben.
Von 1820 bis 1846 brachte Tarisio eine große Zahl echter Amati-, Stradivari- und Guarneri-Geigen aus Italien nach London und Paris auf den Markt. Er sammelte mit außerordentlicher Sachkenntnis verbliebene Einzelteile historischer Instrumente mit deren Hilfe andere defekte Instrumente repariert werden konnten.
Nach Luigi Tarisio nennt sich das 1999 gegründete, in New York und London ansässige Auktionshaus für wertvolle Instrumente Tarisio.